# Полет 61 на „Ол Нипон Еъруейс“
Полет 61 на „Ол Нипон Еъруейс“ е вътрешен пътнически полет от летище „Токио-Ханеда“, Токио, до летище „Ню Читосе“, Читосе, Хокайдо, Япония, управляван от „Ол Нипон Еъруейс“. На 23 юли 1999 г. на борда на самолета „Боинг 747-481D“, който изпълнява полета, възниква ситуация, в която пътник на име Юджи Нишизава използва кухненски нож, за да принуди стюардеса да му позволи достъп до пилотската кабина. Там той изгонва първия офицер, докато капитанът информира контрола на въздушното движение за отвличането. Малко след това похитителят намушква капитана в гърдите и поема управлението на самолета, като се спуска до надморска височина от 300 метра.
Членовете на екипажа успяват да усмирят нападателя и пилот на компанията, който не е на работа в този момент, поема управлението на машината, а вторият пилот информира ръководителите на полети, че капитанът е намушкан. Самолетът каца аварийно на летище „Токио-Ханеда“ и Юджи Нишизава веднага е арестуван, а лекар потвърждава смъртта на капитан Наоюки Нагашима. Установено е, че похитителят открива пропуск в сигурността на летищата и изпраща писмо до Министерството на транспорта, „Ол Нипон Еъруейс“, други агенции и големи вестници. Въпреки че получава обаждане от летищните власти, не са предприети по-нататъшни действия.
Юджи Нишизава твърди, че иска да отвлече самолета, защото планира да лети с него под „Моста на дъгата“ в Токио, но медицински преглед показва, че той има синдром на Аспергер. След инцидента японското министерство на транспорта нарежда по-стриктни проверки на ръчния багаж, преди да се качи на всеки самолет. През 2005 г. нападателят е признат за виновен, но с умствено заболяване и заради това можел да отговаря само за част от действията си. Дни по-късно е осъден на доживотен затвор. Семейството на капитана съди японската държава, авиокомпанията и семейството на убиеца и постига споразумение с неразкрити условия.